# Carl Webb
Carl Webb (Mount Isa, Australia; 20 de marzo de 1981-Australia, 21 de diciembre de 2023) fue un jugador de rugby australiano que jugaba en las posiciones de prop, delantero y lock.

## Carrera

### Equipos
| Periodo | Club                     | Partidos | Tries | Goles | Goles de Campo | Puntos |
| ------- | ------------------------ | -------- | ----- | ----- | -------------- | ------ |
| 2000-04 | Brisbane Broncos         | 66       | 21    | 0     | 0              | 84     |
| 2005–10 | North Queensland Cowboys | 115      | 16    | 0     | 0              | 64     |
| 2011    | Parramatta Eels          | 6        | 0     | 0     | 0              | 0      |

### Representativos
Jugó para los Queensland Maroons en quince ocasiones de 2001 a 2008 con los que consiguió dos tries y anotó ocho puntos, y también jugó en dos ocasiones para las Estrellas Indígenas en el Juego de las Estrellas de Rugby en 2010 y 2011.

### Selección nacional
Jugó con Australia el 1 de mayo de 2008 en un partido amistoso ante Nueva Zelanda, siendo el único partido que tuvo con la selección nacional aunque formó parte del equipo de práctica que jugó la Copa Mundial de Rugby League de 2008.

## Vida personal
En 2015 Webb fue arrestado y acusado de tres cargos de intento de allanamiento de morada en la noche, violencia e intento de asalto en Trinity Park, un suburbio de Cairns. El 14 de septiembre de 2015, Webb fue sentenciado a dieciocho meses de libertad condicional, incluyendo una orden de restricción. También se le ordenó al pago de $2417 para reponer los daños a vehículos y casas. No fue registrado como criminal.
Webb, quien también practicó boxeo, debutó como profesional en enero de 2010 en la categoría de peso pesado ante Scott Lewis en la misma cartelera donde peleó Anthony Mundine ante Robert Medley en Sídney. Él perdió la pelea.

## Enfermedad y Muerte
El 5 de marzo de 2020 se reveló que Webb fue diagnosticado con esclerosis lateral amiotrófica, y en ese mismo año Webb creó la Carl Webb Foundation para recaudar fondos para los que padecían de dicha enfermedad.
Webb falleció el 21 de diciembre de 2023 luego de batallar por casi cuatro años con la enfermedad.

## Logros

### Club
- Liga Premier de Rugby (1): 2000

### Individual
- Novato del Año de los Brisbane Broncos en 2001.[15]